# Clytie syrdaja
Clytie syrdaja är en fjärilsart som beskrevs av George Francis Hampson 1913. Clytie syrdaja ingår i släktet Clytie och familjen nattflyn. Inga underarter finns listade i Catalogue of Life.